# Episodi di Quattro donne e un funerale
La serie televisiva Quattro donne e un funerale viene trasmessa in prima visione in Austria dal 17 febbraio 2005.
In Italia, la serie è andata in onda dal 3 settembre 2012 al 4 maggio 2016 su Fox Crime. Dall'ottava stagione viene trasmessa su Paramount Channel dal 3 agosto 2018.
| Stagione | Titolo originale | Titolo italiano               | Prima TV Austria  | Prima TV Italia   |
| -------- | ---------------- | ----------------------------- | ----------------- | ----------------- |
| 1        | Herzkasper       | Uno scomodo passato           | 17 febbraio 2005  | 3 settembre 2012  |
| 1        | Nebelsuppe       | Nebbia fitta                  | 24 febbraio 2005  | 4 settembre 2012  |
| 1        | Naturtrüb        | Un sindaco verde              | 3 marzo 2005      | 5 settembre 2012  |
| 1        | Vatermord        | Parricidio                    | 10 marzo 2005     | 6 settembre 2012  |
| 1        | Warm abgetragen  | Parenti serpenti              | 17 marzo 2005     | 7 settembre 2012  |
| 1        | Künstlerpech     | Verso la verità               | 29 marzo 2005     | 10 settembre 2012 |
| 1        | Mondsüchtig      | Delitto al chiaro di luna     | 5 aprile 2005     | 11 settembre 2012 |
| 1        | Trockenschwimmer | Nuotatori fuor d'acqua        | 13 aprile 2005    | 12 settembre 2012 |
| 1        | Drachentöter     | Ali spezzate                  | 19 aprile 2005    | 13 settembre 2012 |
| 1        | Liebessumpf      | Pantano d'amore               | 26 aprile 2005    | 14 settembre 2012 |
| 2        | Schutzengel      | Fiori velenosi                | 10 aprile 2007    | 17 settembre 2012 |
| 2        | Rattengift       | La banda di Robin Hood        | 18 aprile 2007    | 18 settembre 2012 |
| 2        | Schlachtfest     | Parenti e coltelli            | 25 aprile 2007    | 19 settembre 2012 |
| 2        | Scheinheilig     | Santo per signore             | 15 maggio 2007    | 20 settembre 2012 |
| 2        | Kopfüber         | Bungee jumping                | 22 maggio 2007    | 21 settembre 2012 |
| 2        | Mundtot          | Acqua in bocca                | 29 maggio 2007    | 24 settembre 2012 |
| 2        | Blattschuss      | Caccia insanguinata           | 5 giugno 2007     | 25 settembre 2012 |
| 2        | Zugeschüttet     | Sepolto vivo                  | 12 giugno 2007    | 26 settembre 2012 |
| 3        | Baumsterben      | L'albero assassino            | 2 marzo 2010      | 27 settembre 2012 |
| 3        | Blutsbande       | Doping e antichi amori        | 9 marzo 2010      | 28 settembre 2012 |
| 3        | Sondermüll       | Lo spazzino che sapeva troppo | 16 marzo 2010     | 1º ottobre 2012   |
| 3        | Totalschaden     | Elezioni col morto            | 30 marzo 2010     | 2 ottobre 2012    |
| 3        | Fensterlsturz    | Tragiche cadute               | 6 aprile 2010     | 3 ottobre 2012    |
| 3        | Feierabend       | La resa dei conti             | 20 aprile 2010    | 4 ottobre 2012    |
| 4        | Aufgespritzt     | Amara vendetta                | 6 marzo 2012      | 5 ottobre 2012    |
| 4        | Hexenwasser      | Padre e figlio                | 13 marzo 2012     | 7 ottobre 2012    |
| 4        | Liebesfalle      | Una passione bruciante        | 20 marzo 2012     | 8 ottobre 2012    |
| 4        | Notlügen         | Rei confessi                  | 27 marzo 2012     | 9 ottobre 2012    |
| 4        | Kellerkinder     | Fantasmi del passato          | 10 aprile 2012    | 10 ottobre 2012   |
| 4        | Schweißtreiben   | Un caldo da morire            | 17 aprile 2012    | 11 ottobre 2012   |
| 5        | Abgesoffen       | Annegato                      | 30 aprile 2013    | 21 aprile 2016    |
| 5        | Mannsteufel      | Un diavolo d'uomo             | 7 maggio 2013     | 21 aprile 2016    |
| 5        | Bauernschmaus    | Il finto suicidio             | 21 maggio 2013    | 22 aprile 2016    |
| 5        | Auferstanden     | Resurrezione                  | 28 maggio 2013    | 22 aprile 2016    |
| 5        | Gottesurteil     | Sentenza divina               | 4 giugno 2013     | 25 aprile 2016    |
| 5        | Zahltag          | Vincita inaspettata           | 11 giugno 2013    | 25 aprile 2016    |
| 6        | Ausradiert       | Strage di massa               | 9 dicembre 2014   | 26 aprile 2016    |
| 6        | Nachgeburt       | Questioni di eredità          | 16 dicembre 2014  | 26 aprile 2016    |
| 6        | Totgepflegt      | L'assistente assassina        | 23 dicembre 2014  | 27 aprile 2016    |
| 6        | Sündenbock       | Il capro espiatorio           | 30 dicembre 2014  | 27 aprile 2016    |
| 6        | Liebesknochen    | Resti d'amore                 | 20 gennaio 2015   | 28 aprile 2016    |
| 6        | Dornenvogel      | Il parroco scomparso          | 3 febbraio 2015   | 28 aprile 2016    |
| 6        | Kurzschluss      | Ricerche a tappeto            | 10 febbraio 2015  | 29 aprile 2016    |
| 6        | Schlussstrich    | Capitolo chiuso               | 24 febbraio 2015  | 29 aprile 2016    |
| 7        | Saumagen         | Il macello degli orrori       | 3 marzo 2015      | 2 maggio 2016     |
| 7        | Gewissensbiss    | Rimorso di coscienza          | 10 marzo 2015     | 2 maggio 2016     |
| 7        | Himmelreich      | Il vescovo e l'egiziano       | 17 marzo 2015     | 3 maggio 2016     |
| 7        | Denkzettel       | Una lezione per Franzi        | 24 marzo 2015     | 3 maggio 2016     |
| 7        | Hilfeschrei      | La morte del tibetano         | 7 aprile 2015     | 4 maggio 2016     |
| 7        | Kehraus          | La fine delle danze           | 14 aprile 2015    | 4 maggio 2016     |
| 8        | Fluchtwelle      | L'inondazione                 | 1º ottobre 2019   | 3 agosto 2018     |
| 8        | Aufgetaucht      | I fantasmi del passato        | 8 ottobre 2019    | 3 agosto 2018     |
| 8        | Zweiundsiebzig   | Il club 72                    | 15 ottobre 2019   | 3 agosto 2018     |
| 8        | Handkuss         | Eros e Thanatos               | 22 ottobre 2019   | 10 agosto 2018    |
| 8        | Wahnwitz         | Cose da pazzi                 | 29 ottobre 2019   | 10 agosto 2018    |
| 8        | Kälteschlaf      | Un'altra vita                 | 5 novembre 2019   | 10 agosto 2018    |
| 8        | Schmachtfetzen   | Il filo dell'amore            | 12 novembre 2019  | 17 agosto 2018    |
| 8        | Schandgold       | L'oro della vergogna          | 16 novembre 2019  | 17 agosto 2018    |
| 9        | Hirnverbrannt    | Delitto sul lago              | 14 settembre 2020 | 17 agosto 2018    |
| 9        | Lockvogel        | L'uccello da richiamo         | 14 settembre 2020 | 17 agosto 2018    |
| 9        | Menschenpferde   | Magia nera                    | 21 settembre 2020 | 24 agosto 2018    |
| 9        | Augenschein      | Le apparenze ingannano        | 28 settembre 2020 | 24 agosto 2018    |
| 9        | Faustrecht       | La legge del più forte        | 5 ottobre 2020    | 24 agosto 2018    |
| 9        | Untergriff       | Colpo basso                   | 12 ottobre 2020   | 31 agosto 2018    |
| 9        | Schlafpatrone    | Intrighi internazionali       | 19 ottobre 2020   | 31 agosto 2018    |
| 9        | Dankeschön       | Grazie                        | 19 ottobre 2020   | 31 agosto 2018    |